# Lae Simolap
Lae Simolap is een bestuurslaag in het regentschap Subulussalam van de provincie Atjeh, Indonesië. Lae Simolap telt 507 inwoners (volkstelling 2010).